# Naniteta elassa
Naniteta elassa är en fjärilsart som beskrevs av John G. Franclemont 1973. Naniteta elassa ingår i släktet Naniteta och familjen Mimallonidae. Inga underarter finns listade i Catalogue of Life.